# アンディ・マーティン
アンディ・マーティン（Andy Martin、2000年10月14日 - ）は、キューバ出身のプロ野球選手（外野手・育成選手）。右投右打。千葉ロッテマリーンズ所属。
兄は同じくロッテに所属していたプロ野球選手のレオネス・マーティン。

## 経歴

### プロ入りとコロンビア時代
2019年のMLBドラフトでカンザスシティ・ロイヤルズから36巡目（全体1069位）で指名されたが、入団せず大学に進学した。
大学時代はMLBからドラフト指名されることはなく、2023年の冬にコロンビアのウィンターリーグであるリーガ・コロンビアーナ・デ・ベイスボル・プロフェシオナルに所属するティグレス・デ・カルタヘナでプロデビュー。5試合に出場して13打数2安打、打率.154という成績だった。

### BCL・茨城時代
2024年5月21日にベースボール・チャレンジ・リーグの茨城アストロプラネッツへ入団した。同球団では、11試合に出場し、打率.216（37打数8安打）、3本塁打、9打点、2盗塁を記録した。

### ロッテ時代
2024年7月2日、かつて兄のレオネスも所属した千葉ロッテマリーンズに育成選手として入団した。背番号は138。同年はイースタン・リーグで33試合に出場し、打率.278、1本塁打、8打点という成績であった。

## 詳細情報

### 背番号
- 40（2024年5月21日 - 同年7月2日）
- 138（2024年7月3日[6] - ）